# Altafulla
|  | Per a altres significats, vegeu «Baronia d'Altafulla». |

Altafulla és una vila i municipi de la comarca del Tarragonès i de la subcomarca del Baix Gaià. Hi destaca la Vila Closa, antigament emmurallada, i el castell dels Marquesos de Montserrat, així com la vil·la romana dels Munts, que va ser declarada Patrimoni Mundial per la UNESCO dintre del conjunt de Tàrraco.
El nom del poble ve de l'àrab al-taḥwila, 'el camp'.

## Geografia
- Llista de topònims d'Altafulla (Orografia: muntanyes, serres, collades, indrets..; hidrografia: rius, fonts...; edificis: cases, masies, esglésies, etc).

El poble és a la costa del mar Mediterrani, al marge esquerre del riu Gaià i a sobre del mont de Sant Antoni, a uns vuitanta metres d'alçada enfront del mar. El terme municipal limita al nord amb la Nou de Gaià, la Pobla de Montornès i la Riera de Gaià a l'est amb Torredembarra, al sud amb el Mediterrani i a l'oest amb Tamarit (Tarragona). El terme municipal d'Altafulla inclou el barri de les Brises del Mar, a 1,5 km. del nucli de la vila.

### Transports
El poble d'Altafulla està ben comunicat. En direcció a Tarragona (cap al sud), s'accedeix a La Móra i les carreteres N-340 i A-7 (ambdues cap a Tarragona). Cap al nord s'accedeix a Torredembarra, a l'Autopista del Mediterrani (AP-7) per la sortida 32 i a variant de la N-340 que passa pel nord d'Altafulla, construïda recentment per descongestionar el trànsit a la població. També disposa de l'Estació d'Altafulla-Tamarit, operada per Renfe, on tenen parada tres línies de Rodalies de Catalunya dels serveis regionals: R14, R15, R16 i R17.

### Demografia
| Entitat de població | Habitants (2024) |
| Altafulla           | 5.616            |
| Brises del Mar      | 193              |
| Font: Idescat       |                  |

Altafulla està organitzat per tres nuclis de població: Altafulla centre, amb una majoria de residents que hi viuen tot l'any; Altafulla platja, o «baixamar», format per apartaments majoritàriament d'estiueig o segona residència, i les Brises del Mar, al nord de la població i accessible des de la carretera de Torredembarra a la Riera de Gaià.
Els nuclis del centre i de la platja han estat històricament separats per la línia ferroviària del Corredor del Mediterrani i per l'antiga carretera N-340, però aquesta actualment està integrada al nucli urbà gràcies al creixement accelerat que es va produir entre 1990 i 2010.
| 1497 f | 1515 f | 1553 f | 1717 | 1787  | 1857  | 1877 | 1887 | 1900 | 1910 |
| ------ | ------ | ------ | ---- | ----- | ----- | ---- | ---- | ---- | ---- |
| 40     | 36     | 44     | 728  | 1.724 | 1.050 | 906  | 932  | 773  | 727  |

| 1920 | 1930 | 1940 | 1950 | 1960 | 1970 | 1981  | 1990  | 1992  | 1994  |
| ---- | ---- | ---- | ---- | ---- | ---- | ----- | ----- | ----- | ----- |
| 717  | 759  | 692  | 642  | 749  | 953  | 1.085 | 1.729 | 1.867 | 1.867 |

| 1996  | 1998  | 2000  | 2002  | 2004  | 2006  | 2008  | 2010  | 2012  | 2014  |
| ----- | ----- | ----- | ----- | ----- | ----- | ----- | ----- | ----- | ----- |
| 2.555 | 2.778 | 3.111 | 3.563 | 3.828 | 4.274 | 4.554 | 4.711 | 4.835 | 4.988 |

| 2016  | 2018  | 2020  | 2022  | 2024  | 2026 | 2028 | 2030 | 2032 | 2034 |
| ----- | ----- | ----- | ----- | ----- | ---- | ---- | ---- | ---- | ---- |
| 5.034 | 5.120 | 5.307 | 5.609 | 5.838 | -    | -    | -    | -    | -    |

## Cultura
L'església parroquial està dedicada a Sant Martí. Es va construir entre els anys 1701 i 1705 i és d'estil neoclàssic. Té planta de creu llatina i compta amb tres naus amb creuer. A la façana hi ha una imatge de Sant Martí de Tours. Compta amb un campanar inacabat de planta quadrada. Encara que va patir grans desperfectes durant la Guerra Civil, encara conserva un retaule barroc del 1745.
El castell està en molt bon estat de conservació, ja que va ser reconstruït a partir d'uns plànols del segle xv. És un edifici en forma de polígon irregular amb aspecte de fortalesa. Encara que l'interior s'ha canviat diverses vegades, conserva el pati original i una galeria renaixentista.
Als afores del poble hi ha l'ermita de Sant Antoni. Es va construir el 1717 gràcies a les donacions realitzades per un pescador del poble. Com que no es disposava de diners per acabar l'obra, els pescadors es van comprometre a donar la setena part de les seves captures fins que l'ermita no estigués acabada.
A la zona coneguda com els Munts hi ha les restes d'una vil·la romana. Les excavacions es van iniciar el 1967 i s'han trobat nombroses peces que es conserven al Museu Nacional Arqueològic de Tarragona. Entre aquestes peces hi ha algunes estatuetes de marbre.
Altafulla celebra la seva festa major petita l'11 de setembre i la festa major gran l'11 de novembre, festivitat de Sant Martí. També són molt importants la Fira de les Bruixes a final de juny, la Fira d'Artesans a mitjan agost i el Camí de la Creu (representació teatralitzada del Via Crucis) el Dimecres Sant al vespre.

## Història

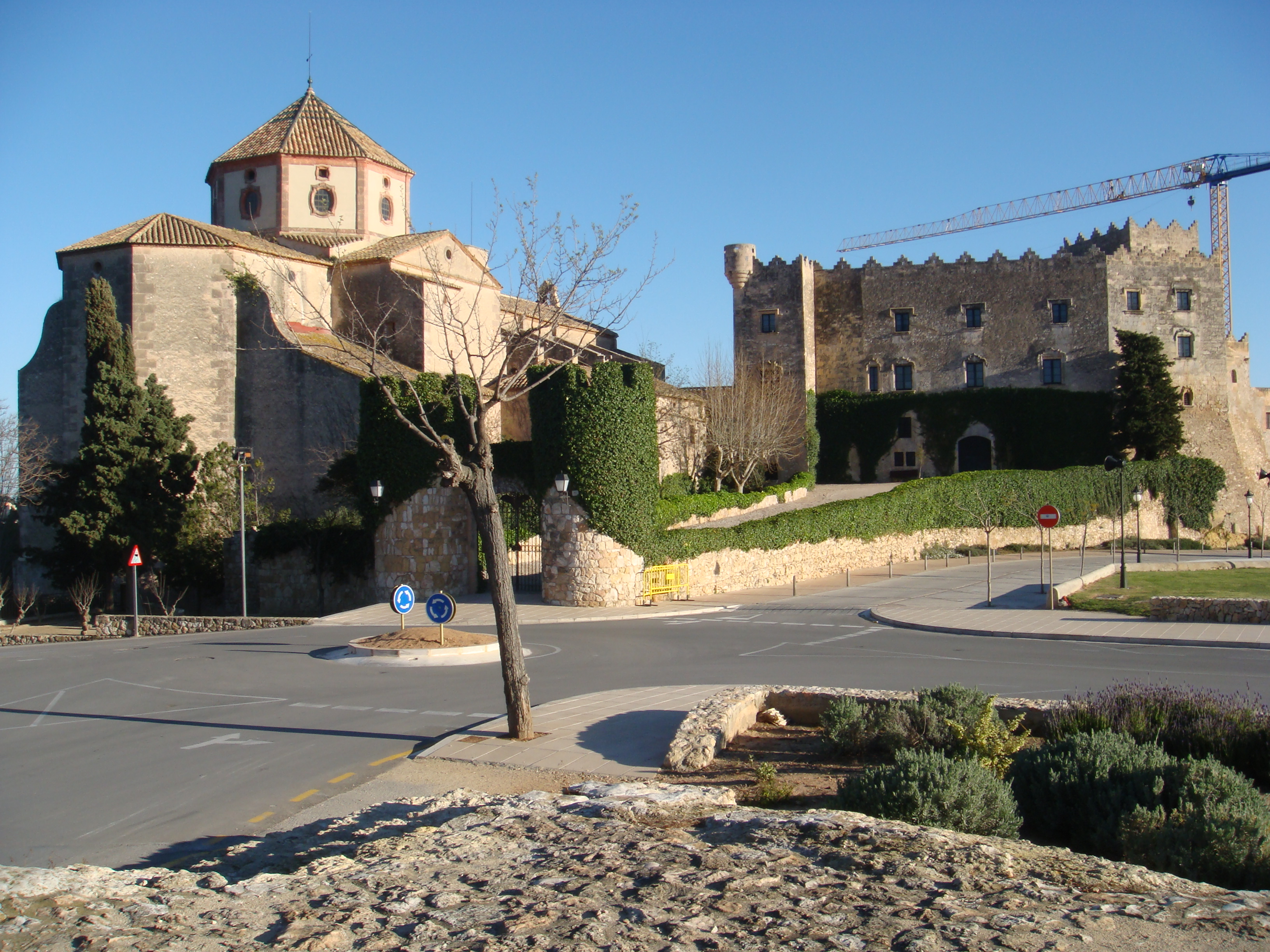
Església i castell d'Altafulla

Altafulla no apareix fins a l'edat mitjana (segle xi), quan es crea a redós del castell. No obstant, l'etimologia del nom de la vila podria tenir l'origen en el període d'ocupació musulmana. En efecte, Altafulla podria traduir-se com «la misericòrdia d'Al·là» (al-taf-ullah), una referència potser, a les bondats d'aquells paratges. Al terme municipal s'hi han trobat també restes prehistòriques i sobretot moltes restes romanes. Concretament hi ha ruïnes de com a mínim quatre vil·les d'habitants rics de Tàrraco i tres pedreres romanes. Les excavacions demostren que aquesta zona va estar densament habitada entre els segles ii i vii. La vil·la més estudiada i excavada és la gran vil·la romana dels Munts, la qual ha merescut formar part del conjunt de Tàrraco declarat Patrimoni de la humanitat per la UNESCO.
El segle xvii fou baronia dels Santcliment (cognomenats Corbera-Santcliment).
El 24 de gener de 1812, durant la Guerra del Francès, el Primer Exèrcit, manat pel baró d'Eroles és derrotat al combat d'Altafulla pels generals Lamarque i Mathieu, governador militar de Barcelona.

## Administració
| Període     | Alcalde o alcaldessa                                                                                         | Partit polític                    | Data de possessió | Observacions                                              |
| ----------- | --- | --------------------------------- | ----------------- | --------------------------------------------------------- |
| 1979–1983   | Joan Pijuan Ballester                                                                                        | CC-UCD                            | 19/04/1979        | --                                                        |
| 1983–1987   | Joan Pijuan Ballester                                                                                        | Independents                      | 28/05/1983        | --                                                        |
| 1987–1991   | Joan Pijuan Ballester                                                                                        | CIU                               | 30/06/1987        | --                                                        |
| 1991–1995   | Antoni Torres Marques / Manuel Ceperuelo Huera                                                               | CIU                               | 15/06/1991        | --                                                        |
| 1995–1999   | Manuel Ceperuelo Huera / Josep M. Gené Torrell / Manuel Ceperuelo Huera                                      | Independents / PSC / Independents | 17/06/1995        | --                                                        |
| 1999–2003   | Manuel Ramon Fuentes                                                                                         | AUPA                              | 03/07/1999        | --                                                        |
| 2003–2007   | Manuel Ramon Fuentes                                                                                         | AUPA                              | 14/06/2003        | --                                                        |
| 2007–2011   | Francesc Farré Camps / Josep M. Gené Torrell / José Maria Pérez Roiger                                       | ABG-EPM / PSC / IDEAL             | 16/06/2007        | --                                                        |
| 2011–2015   | Fèlix Alonso i Cantorné                                                                                      | AA-EPM                            | 11/06/2011        | --                                                        |
| 2015–2019   | Fèlix Alonso i Cantorné                                                                                      | AA-EPM                            | 13/06/2015        | --                                                        |
| 2019-2023   | Jordi Molinera Poblet i Alba Muntadas Olivé (fins al juny de 2022) Montse Castellarnau (des de juny de 2022) | L'EINA-ERC-AM AA-EPM              | 15/06/2019        | Al 2022 es fa una moció de censura contra l'alcalde D'ERC |
| Des de 2023 | Jordi Molinera Poblet i Alba Muntadas Olivé (juny 2023-desembre 2025)                                        | L'EINA-ERC                        | 17/06/2023        | --                                                        |

## Eleccions
Nombre de regidors per partit
| Junts | -  | -  | - | -  | -  | -  | -  | -          | -      | -  | 2  | 2  |
| PSC | -  | 4  | 3 | 2  | 2  | 2  | 2  | 2          | 0      | 0  | 1  | 1  |
| PP | -  | -  | - | -  | 1  | 0  | 1  | 1          | 2      | 0  | 0  | 0  |
| ERC | -  | -  | - | -  | -  | 1  | 1  | 1          | -      | 3  | 5  | 5  |
| ECP | -  | -  | - | -  | -  | -  | 2  | 3          | 4      | 5  | 4  | 5  |
| CUP | -  | -  | - | -  | -  | -  | -  | -          | -      | -  | 0  | -  |
| C's | -  | -  | - | -  | -  | -  | -  | -          | -      | 1  | 0  | -  |
| CiU | -  | 1  | 6 | 5  | 4  | 3  | 1  | 1          | 1      | 2  | -  | -  |
| UCD | 6  | -  | - | -  | -  | -  | -  | -          | -      | -  | -  | -  |
| Altres | 3a | 4b | - | 2b | 4c | 5d | 4d | 1d; 1e; 1f | 2g; 2e | -  | 1h | -  |
| Total | 9  | 9  | 9 | 9  | 11 | 11 | 11 | 11         | 11     | 11 | 13 | 13 |
| a Entesa Municipal d'Altafulla; b Independents d'Altafulla; c Agrupació d'Independents; d Units per Altafulla; e Ideal; f Agrupació d'Electors Plataforma Altafulla Unida; g SI; h Ara Altafulla |    |    |   |    |    |    |    |            |        |    |    |    |